# ديفيد كلارك (مجدف)
ديفيد كلارك (بالإنجليزية: David Clark)‏ هو مجدف أمريكي، ولد في 17 نوفمبر 1959 في سانت لويس في الولايات المتحدة.

## وصلات خارجية
- ديفيد كلارك على موقع الاتحاد الدولي للتجديف (الإنجليزية)
- ديفيد كلارك على موقع اللجنة الأولمبية الدولية (الإنجليزية)
- ديفيد كلارك على موقع أوليمبيديا (الإنجليزية)